# Trond Haraldsson
No confundir con el jarl sueco Thrand de Sula
Trond den gamle Haraldsson (apodado el Viejo, n. 712) fue un caudillo vikingo, jarl de Hålogaland (Hålogalandsjarl). No existen registros sobre su vida, a excepción de algunas citas y listados que vinculan su genealogía a la figura de Haakon Jarl y se remonta hasta el patriarcado de Odín, y se sabe que tuvo por lo menos dos hijos:
- Harald Trondsson, jarl de Namdalen.
- Torolv Trondsson (n. 742).

Uno de sus nietos también se llamó Trond Haraldsson (n. 770), hijo de Harald Trondsson.

## Sagas nórdicas

### Hálfdanar saga Eysteinssonar
Según Hálfdanar saga Eysteinssonar, Trondheim es un topónimo del jarl Trond, que casó con Dagmær, hermana de Svanhvit, la esposa de Hrómundr Gripsson, protagonista principal de Hrómundar saga Gripssonar. La saga cita que tuvieron un hijo llamado Eystein que también reinó y casó con Ása, una hija de Sigurd Hart (abuelo de Harald I de Noruega).

### Eireks saga víðförla
Según Eireks saga víðförla, Thrand (Trond), fue el primer monarca que gobernó el Reino de Trøndelag.